# Crocidura brunnea
Crocidura brunnea, musaraña de cola fina, es una especie de mamífero soricomorfo de la familia Soricidae, endémica de las islas de Java y Bali.
Taxonómicamente estuvo incluida en la especie Crocidura fuliginosa (Jenkins 1982), hasta que en 1995 Ruedi la trató como subespecie. Posteriormente fue reconocida como especie distinta.
Se ha encontrado hasta los 1500 m de altitud, en bosques primarios y secundarios de media montaña.
Aparece catalogada en la Lista Roja de la UICN como de «preocupación menor», ya que su área de distribución es grande, al igual que su población.